# 小林雄次
小林 雄次（こばやし ゆうじ、1979年9月3日 - ）は、日本の脚本家。長野県長野市出身。弟の小林英造も脚本家として活動しており、父小林一郎は長野郷土史研究会の会長。母小林玲子は絵解きの口演家として活動し、兄小林竜太郎は長野郷土史研究会で編集を担当している。祖父は長野郷土史研究会の初代会長で郷土史家の小林計一郎。アンドリーム（&REAM）所属。

## 来歴
長野日本大学高等学校出身。日本大学芸術学部映画学科脚本コース卒業。
2002年にアニメ『サザエさん』で脚本家デビューを果たし、以後は主に円谷プロダクションの特撮作品やそのノベライズ執筆を中心に活動しながら、一般ドラマの脚本も手がける。プリキュアシリーズへの参加以来、アニメ脚本の執筆も多い。
また脚本家として以外にも劇作家やイベンター、日本大学芸術学部 映画学科で「映像表現・理論コース シナリオ専攻」講師など各種講座の講師としても活動している。教え子には、『ウルトラマンR/B』で脚本家としてデビューした皐月彩がいる。
2020年7月27日 第59回定例総会にて日本放送作家協会理事に就任。

## 作品

### テレビアニメ
- サザエさん「わが家の台風騒動記」「いざ、かまくら」「私がひきうけます」（フジテレビ）
- 秘密 〜The Revelation〜（2008年、日本テレビ）
- 青い文学シリーズ「蜘蛛の糸」「地獄変」（2009年、日本テレビ）
- スイートプリキュア♪（2011年 - 2012年、朝日放送）
- スマイルプリキュア!（2012年 - 2013年、朝日放送）
- 聖闘士星矢Ω（2013年 - 2014年、テレビ朝日）
- 美少女戦士セーラームーンCrystal Season III（2016年、TOKYO MX） - シリーズ構成
- スター☆トゥインクルプリキュア（2019年、朝日放送テレビ）
- まほうのルミティア Luminary Tears（2019年、テレビ東京）
- イナズマイレブン オリオンの刻印（2019年、テレビ東京）
- デュエル・マスターズ キング（2020年 - 2021年、テレビ東京）
- ふしぎ駄菓子屋 銭天堂（2020年-、Eテレ） - シリーズ構成
- マジカパーティ（2021年-2022年、テレビ大阪）
- デュエル・マスターズ キング！（2021 - 2022年、テレビ東京）
- 失格紋の最強賢者（2022年、TOKYO MX）
- デュエル・マスターズ キングMAX（2022年、テレビ東京）
- デュエル・マスターズ WIN（2022年 - 2023年、テレビ東京）
- Rise Man （※シリーズ構成、2023年）
- デュエル・マスターズ WIN 決闘学園編（2023年 - 2024年、テレビ東京）
- ウィッシュキャット（朝鮮語版）（2024年、SBS）
- 宇宙人ムームー（2025年）

### Webアニメ
- 美少女戦士セーラームーンCrystal（2014年 - 2015年） - シリーズ構成
- 爆丸ジオガンライジング（2021年）
- 爆丸エボリューションズ（2022年）
- 爆丸レジェンズ（2023年）
- Duel Masters LOST 〜追憶の水晶〜（2024年）

### 特撮
- ウルトラシリーズ
  - ウルトラマンボーイのウルころ（2003年 - 2004年、テレビ東京）　
  - ウルトラQ dark fantasy（2004年、テレビ東京）
  - ウルトラマンマックス（2005年 - 2006年、CBC・TBS）
  - ウルトラマンメビウス（2006年 - 2007年、CBC・TBS）
  - ULTRASEVEN X（2007年、CBC・TBS） - メインライター
  - ウルトラギャラクシー大怪獣バトル NEVER ENDING ODYSSEY（2008年 - 2009年、BS11）
  - ウルトラゼロファイト 第一部（2012年、テレビ東京）
  - ウルトラマンギンガS（2014年、テレビ東京） - 中野貴雄と共同シリーズ構成
  - ウルトラマンX（2015年、テレビ東京） - 中野貴雄・小林弘利・黒沢久子と共同シリーズ構成
  - ウルトラマンオーブ（2016年、テレビ東京） - 中野貴雄と共同シリーズ構成
  - ウルトラマンR/B（2018年、テレビ東京）
  - ウルトラマンZ（2020年、テレビ東京）[9]
- 牙狼<GARO>（2005年 - 2006年、テレビ東京） - メインライター
  - 牙狼＜GARO＞〜MAKAISENKI〜（2011年 - 2012年、テレビ東京）
- 生物彗星WoO（2006年、NHKデジタル衛星ハイビジョン）
- 怪奇大作戦 セカンドファイル「人喰い樹」（2007年、NHK）
- 獣拳戦隊ゲキレンジャー（2007年 - 2008年、テレビ朝日）
- カネゴン（2008年 - 2009年、ファミリー劇場） - 監督兼任

### テレビドラマ
- 世にも奇妙な物語「美女缶」（2005年、フジテレビ） - 脚本協力
- 美味学院（2007年、テレビ東京）
- 中学生日記「水の時間」「ボクたちの生態系」「変身!ヤマトマン」
- 栞と紙魚子の怪奇事件簿（2008年、日本テレビ）
- 監査法人（2008年、NHK）
- 執事喫茶にお帰りなさいませ（2009年、MBS）
- オルトロスの犬（2009年、TBS）
- SOIL（2010年、WOWOW）

### Webドラマ
- ベイビーステップ（2016年、Amazonプライム・ビデオ）

### 映画
- 美女缶（2003年、脚本協力）
- Sweet Rain 死神の精度（2008年、協力）
- ウルトラシリーズ
  - 大怪獣バトル ウルトラ銀河伝説 THE MOVIE（2009年、岡部淳也・樫原辰郎と共同脚本）
  - ウルトラマンゼロ THE MOVIE 超決戦!ベリアル銀河帝国（2010年、企画協力）
  - ウルトラマンサーガ（2012年、企画協力）
  - 劇場版 ウルトラマンギンガS 決戦!ウルトラ10勇士!!（2015年、中野貴雄と共同脚本）
  - 劇場版 ウルトラマンX きたぞ!われらのウルトラマン（2016年、中野貴雄・小林弘利と共同脚本）
- ブルーバレンタイン3D〜リベンジガール〜（2011年）
- 寄性獣医・鈴音（2011年）
- 宇宙刑事ギャバン THE MOVIE（2012年）
- HE-LOW（2018年）
- ふしぎ駄菓子屋 銭天堂　(2020年)

### 舞台
- 星座泥棒（2004年）
- 蜃気楼、売ります（2005年）
- あなたはロボット（2006年）
- ウルトラマンプレミアステージ「星空の涙」（2007年）
- 犬神戦記（2007年）
- Night Mess（ナイトメス）（2007年）
- セロ弾きのゴーシュ（2008年 - 2009年）
- ウルトラマンプレミアステージ2「命の星」（2008年）
- 屋上の星（2008年）
- スノーボールアース〜「Red Planet」（2010年）作・演出・キャスティング
- 3大特撮ヒーローフェスティバル スペシャルステージ（2014年）
- スター☆トゥインクルプリキュア ドリームステージ（2019年）[10]
- 天才てれびくん the STAGE ～てれび戦士 REBORN～（2020年）
- ヒーリングっど♥プリキュア ドリームステージ（2020年）[11]
- デリシャスパーティ♡プリキュア ドリームステージ（2022年）[12]
- わんだふるぷりきゅあ！ドリームステージ(2024年）[13]

### ラジオドラマ
- ドラマ無法地帯「手話」「星空買います」他
- ケンタウルスの死（NHK-FM FMシアター、2008年1月12日）
- 海電(UMIDEN)（NHK-FM FMシアター、2011年5月28日）
- 緑の音楽師（NHK-FM FMシアター、2011年9月10日）
- ツングース特命隊（NHK-FM 青春アドベンチャー、2013年7月1日 - 7月12日、原作：山田正紀）
- 小惑星2162DSの謎（NHK-FM 青春アドベンチャー、2018年10月29日 - 11月2日、原作：林譲治）
- レディ・トラベラー1920（NHK-FM 青春アドベンチャー、2020年11月16日 - 11月27日）

### その他
- ロス:タイム:ライフ2（ショートフィルム版）（2005年、筧昌也と共同脚本）
- シルバー假面（2006年）
- ウルトラマンメビウス外伝 ヒカリサーガ（2006年）
- クライマックス・ストーリーズ ウルトラマンマックス
- ウルトラマンメビウス外伝 ゴーストリバース STAGE1、STAGE2（2009年）
- ARI×3 -アリサン-『Don't Open!』（2011年、監督）
- 天才てれびくんYOU（2017年 - 2019年、脚本・「もじ魔獣編」構成[14]）[15]
- 天才てれびくんhello,（2020年）

### 著作
- ショートショートの広場 10巻・11巻・16巻
- 牙狼<GARO>
  - 牙狼<GARO>暗黒魔戒騎士篇
  - 牙狼<GARO>妖赤の罠（2008年、「宇宙船」連載）
- ひとにぎりの異形「だるまさんがころんだ」
- ロス:タイム:ライフ（2008年）
- ULTRASEVEN X（2008年）
- 脚本家という生き方（2009年、信濃毎日新聞社） - 自伝・エッセイ
- オルトロスの犬 神の章・悪魔の章（2009年、朝日新聞出版）
- アイリス 1・2・3（2010年、朝日新聞出版）
- 監査法人（2010年、TAC出版）
- カスピエルの罠（2011年、総合電子書籍ストアBookLive・GEN-SAKU!文庫「GEN-SAKU!」連載）
- 美鬼神伝説 MOMO（2011年 - 2013年、月刊ヒーローズ） - 漫画原作（作画：Z-ONE）
- ウルトラマン妹（シスターズ）（2012年、スマッシュ文庫）
- 宇宙刑事ギャバン THE NOVEL（2012年、朝日新聞出版）
- 特撮ヒーロー番組のつくりかた（2012年、キネマ旬報社）
- 宇宙刑事ギャバン 黒き英雄（2013年、秋田書店） - 漫画脚本（構成・演出：藤沢とおる、作画：太田正樹）
- 東京地下廻路（アンダーサーキット） ～魔法少女大戦～（2014年、オーバーラップ文庫）
- ヒーロー、ヒロインはこうして生まれる　アニメ・特撮脚本術（2015年） - 対談
- 小説 スマイルプリキュア!（2016年、講談社キャラクター文庫）
- キセキ -あの日のソビト-（2017年、朝日文庫）
- 愛唄 -約束のナクヒト-（2018年、朝日文庫）
- モリのいる場所（2018年、朝日文庫）
- 体操しようよ（2018年、朝日文庫）
- ショートショートの宝箱III (2019、光文社文庫)「だるまさんがころんだ」再録
- バツイチ コンシェルジュ ～寄り添うふたりの縁結び～（2022年 - 、BookLive COMICエトワール連載） - 漫画原作（作画：西優木）

## 出演
- ULTRASEVEN X 第6話（2007年、CBC・TBS） - 会社員 役（ノンクレジット）
- ウルトラマンX 第1話（2015年、テレビ東京） - シンガポールの人々 役（ノンクレジット[16]）